# Pasivni bankarski poslovi
Pasivni bankarski poslovi su poslovi mobilizacije i koncentracije finansijskih sredstava. Na ove poslove banka isplaćuje pasivnu kamatnu stopu. Tako mobilisana sredstva, banka, plasira finansijski deficitarnim sektorima u vidu kredita, na koje naplaćuje aktivnu kamatnu stopu.
Pasivni bankarski poslovi se prema ročnosti mogu podeliti:
1. Dugoročne i
2. Kratkoročne.

## Dugoročni pasivni bankarski poslovi
Dugoročni pasivni bankarski poslovi su poslovi čiji je rok dospeća obaveza duži od godinu dana. Tu spadaju:
- Emisija HoV (akcija i dugoročnih obveznica)
- Prikupljanje oročenih i ograničenih depozita
- Emisija založnica
- Inostrani dugoročni krediti.
- Prikupljanje fondova i dugorocnih sredstava preduzeca i javnih institucija

## Kratkoročni pasivni bankarski poslovi
Kratkoročni pasivni bankarski poslovi su poslovi čiji je rok dospeća obaveza do godinu dana. Tu spadaju:
- Relombard
- Reeskonti poslovi
- Kratkoročni krediti drugih banaka
- Emisija kratkoročnih vrednosnih papira.